# Procopi I
Procopi I (en grec Προκόπιος Α') va ser patriarca de Constantinoble de l'any 1785 al 1789.
Va néixer a Sitsova, a Messènia, l'any 1734. Quan tenia 12 anys va anar a viure amb el seu germà molt més gran, Neòfit, que era el metropolità de Ganos i Chora, i amb el seu suport va adquirir una bona educació. Neòfit el va ordenar diaca i prevere, i quan va morir, els fidels van demanar que Procopi fos nomenat metropolità, encara que era molt jove, només amb 25 anys. Va ser metropolità durant onze anys, governant la diòcesi amb eficàcia.
El mes de gener de 1770 va ser elegit metropolità d'Esmirna. Va aconseguir que els creients de la diòcesi, malgrat els disturbis que havia provocat Cal·línic, el seu antecessor, tinguessin bones relacions. En aquest tema el va ajudar el protosincel·le Gregori, que més tard seria el patriarca Gregori V de Constantinoble.
El 29 de juny de 1785 va ser elegit per unanimitat patriarca de Constantinoble succeint a Gabriel IV. Va continuar en el càrrec durant uns quatre anys, fins a l'abril de 1789. Va tractar de limitar la influència dels polítics de l'època sobre l'Església ortodoxa, i per això es va enfrontar als governants de Moldàvia que havien elegit ells mateixos el metropolità d'aquella terra. Va limitar l'autoritat dels membres laics de la «Comissió patriarcal» (que funcionava des de 1775) i va abolir els «comissaris sacerdotals"», uns laics als que els sacerdots confiaven la gestió dels seus assumptes a Constantinoble.
L'any 1787, a l'inici de la Guerra russo-turca, el sultà va obligar Procopi a renunciar als moviments revolucionaris, a augmentar els impostos per finançar la guerra i a proporcionar cristians per treballar en diferents àmbits a favor de l'Imperi Otomà. La seva actitud condescendent va donar arguments als seus oponents per derrocar-lo, i el 30 d'abril, per ordre del sultà Selim III, es va veure obligat a abdicar i va ser exiliat al Monestir de la Gran Laura al Mont Atos. Allà hi va ser fins que es van relaxar les mesures contra ell, i el 1797 va tornar a la ciutat on va néixer i allà va morir abans de l'any 1810.